# Gina Ghioroaie
Gina Ghioroaie (născută Panait, n. 18 noiembrie 1958) este o fostă atletă română specializată în săritura în lungime.

## Carieră
Prima ei performanță notabilă a fost medalia de aur la Campionatul Mondial Școlar din 1975. În același an s-a clasat pe locul șase la Campionatul de Juniori. În anul 1978 brăileanca a ocupat locul șase la Campionatul European în sală de la Milano și în sezonul în aer liber locul cinci la Campionatul European de la Praga.
La Campionatul European în sală din 1979, la Viena, sportiva a obținut locul patru. În 1982 a participat la Campionatul European de la Atena dar nu a reușit să se califice în finală. Anul următor a ocupat locul patru la Campionatul European în sală de la Budapesta.

## Realizări
| An   | Competiție                              | Locație            | Loc | Note |
| ---- | --------------------------------------- | ------------------ | --- | ---- |
| 1975 | Campionatul Mondial Școlar              | Poitiers, Franța   | 1   | 6,07 |
| 1975 | Campionatul European de Junior (sub 20) | Atena, Grecia      | 6   | 6,13 |
| 1978 | Campionatul European în sală            | Milano, Italia     | 6   | 6,34 |
| 1978 | Campionatul European                    | Praga, Cehia       | 5   | 6,52 |
| 1979 | Campionatul European în sală            | Viena, Austria     | 4   | 6,10 |
| 1982 | Campionatul European                    | Atena, Grecia      | 16  | 6,30 |
| 1983 | Campionatul European în sală            | Budapesta, Ungaria | 4   | 6,53 |

## Recorduri personale
| Probă                       | Performanță | Dată              | Locație   |
| --------------------------- | ----------- | ----------------- | --------- |
| Săritură în lungime         | 6,71 m      | 3 iunie 1978      | București |
| Săritură în lungime în sală | 6,62 m      | 18 februarie 1984 | București |